# نادي اتحاد آيت ملول
نادي الاتحاد الرياضي البلدي آيت ملول هو نادٍ رياضي مغربي  من مدينة آيت ملول المتواجدة جنوب المغرب والتي تبعد ب 12 كيلومتراً عن مدينة أكادير، يمارس بدوري الدرجة الثالتة المغربي. ظهر النادي للوجود سنة 1999 بعد اندماج  نادي شباب آيت ملول  مع  النادي الرياضي آيت ملول  وسُمِّي المولود الجديد في المدينة بالاتحاد الرياضي البلدي لآيت ملول. استفاد هذا النادي الجديد كثيرا حيث تكثفت جميع الجهود وو قفت جميع فعاليات المدينة وراءه لدعمه ماديا حيث أن المنطقة تتوفر على منطقة صناعية لتسويق المنتوجات الفلاحية، حيث أن عدة شركات محلية بادرت بدعم الفريق بالإضافة إلى وقوف بلدية مدينة آيت ملول وراء هذا النادي من خلال تجهيز الملعب البلدي وتوفير الدعم المادي. يُذكَر أن النادي هو متعدد الرياضات حيث أنه يضم فروعا أخرى مثل التنس، ألعاب القوى، الكرة الطائرة.

## شعارات النادي

## إنجازات النادي
لم يحقق النادي أي شيء يذكر لحد الآن، لكنه أخرج نادي الرجاء الرياضي    موسم 2009 من مسابقة كأس المغرب المعروفة بكأس العرش. حقق النادي فوزا ثمينا على متصدر الدوري المغربي بميدان هذا الأخير حيث انتهت المقابلة بهدفين لواحد.

## وصلات خارجية
- (بالعربية) الموقع الرسمي لنادي اتحاد آيت ملول